# Probles erythrostomus
Probles erythrostomus là một loài tò vò trong họ Ichneumonidae.